# Gasparo Balbi
Gasparo Balbi (Venetië, midden 16e eeuw – aldaar, eind 16e eeuw) was een juwelier, handelaar en reiziger uit de republiek Venetië. Hij geraakte bekend door zijn reis (1579-1588) naar het oosten; dit publiceerde hij in het boek Viaggio dell’Indie Orientali (1590, 1e druk).

## Levensloop

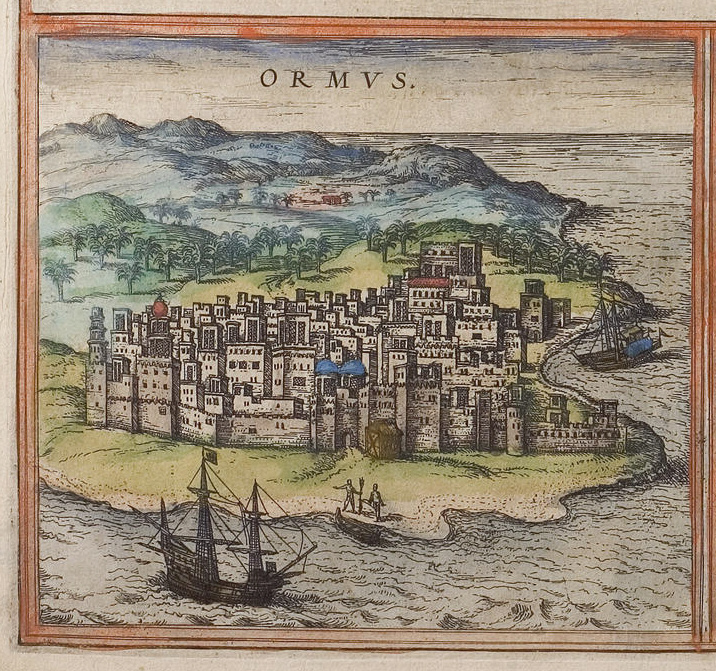
Portugese stad Hormuz op het gelijknamige eiland (Iran)

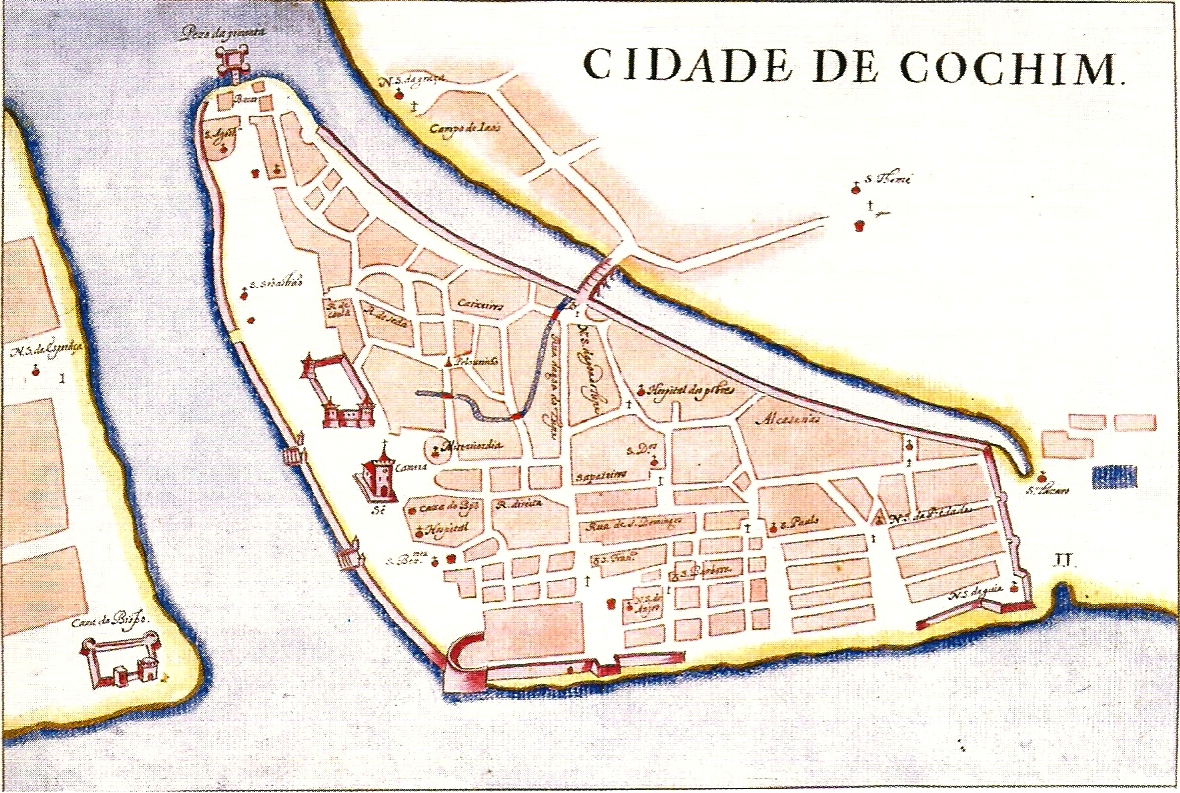
Portugese stad Cochin of Kochi (India)

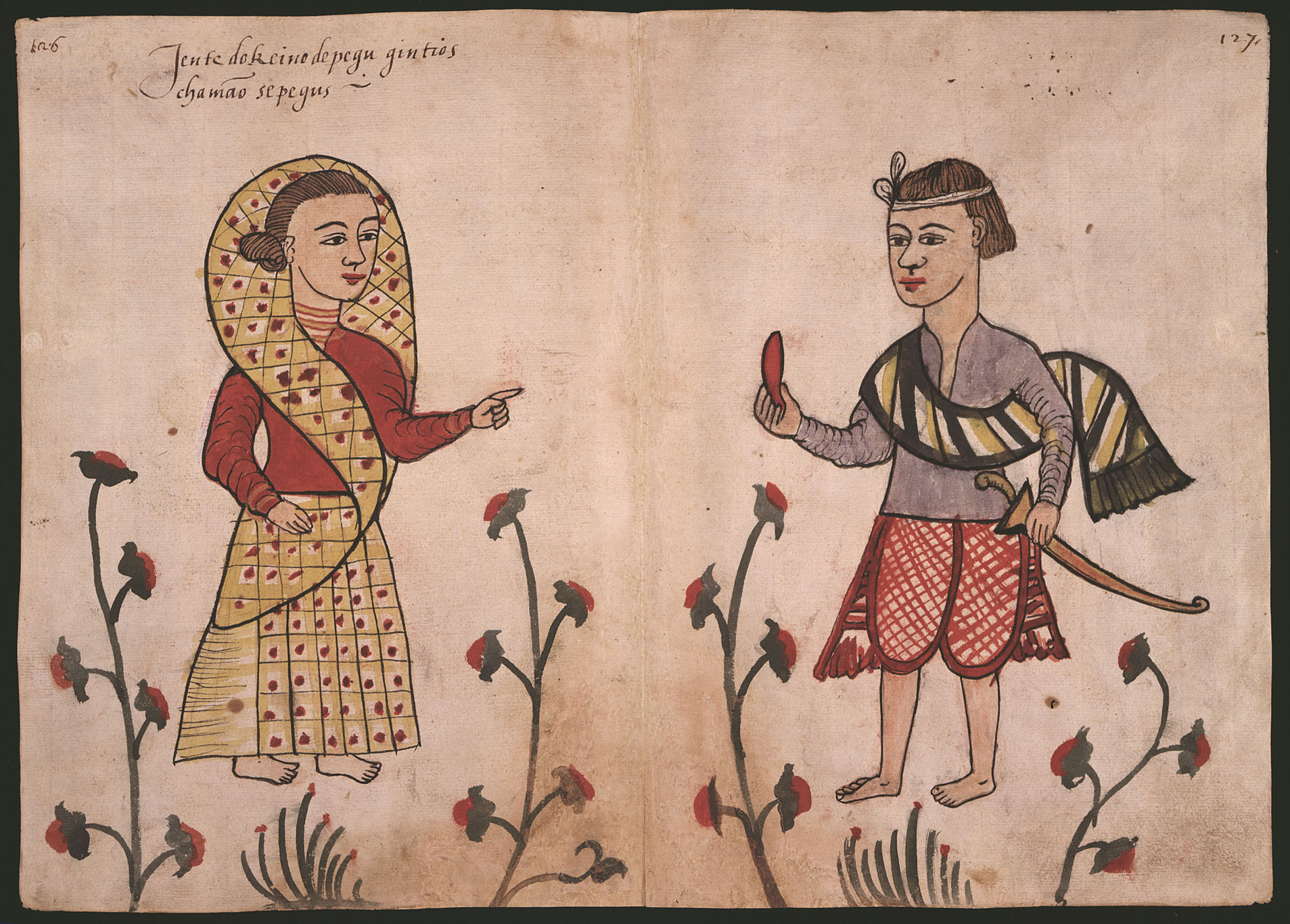
Birmaanse adel in Pegu (stad)

Mogelijks werkte Balbi in zijn jongere jaren op de scheepswerven van de stad Venetië. Nadien werd hij juwelier. In 1576 associeerde Balbi zich met de juweliers Camillo Olivi en Girolamo Brugnera. Edelstenen uit Syrië waren hun handelsactiviteit. In datzelfde jaar scheepte Balbi zich in om ter plaatse in Syrië de productie en het aanbod te bestuderen. Van 1576 tot 1579 hoorde men in Venetië niets over hem, zodat andere Venetiaanse kooplui hem achterna reisden om achterstallige betalingen van hem te incasseren.
In 1579 liet Balbi per brief weten dat hij naar het oosten reist om toch nog winst te maken voor het bedrijf. Hij voorspelde een reis van twee jaar doch het werden er negen (tot 1588). Voor deze reis stonden twee kooplui borg, een uit Venetië en een uit Milaan, voor een totaal van 12.000 dukaten. Via Birecik en Bagdad bereikte hij in 1580 Basra. Vanuit Basra voer hij naar Hormuz, een Portugese handelskolonie met een fort. Hier onderzocht hij de handel in parels die er druk bedreven werd. Balbi beschreef ook mogelijkheden tot handel met de Arabische stammen van Bani Yas, op het eiland Sir Bani Yas, vandaag in het emiraat Abu Dhabi. Ook andere eilanden met parelhandel trokken zijn aandacht. Via de Portugese havens van Diu en Chaul bereikte hij Goa, de hoofdstad van Portugees-Indië. Balbi was onder de indruk van de lokale gebruiken. Zo beschreef hij in Goa piraten die alleen vochten als ze gedrogeerd waren. Ook had hij het over weduwen die verbrand werden om in het graf van hun man gelegd te worden. Pas in 1582 voer hij verder naar Cannanore, Cochin en Ceylon richting het huidige Myanmar. Hij dreef handel met wat hij tegenkwam: katoen, zijde en kaneel bijvoorbeeld. In 1583 verbleef hij in het Birmaanse binnenland in Pegu, hoofdstad van het Tweede Birmaanse koninkrijk. Hier verbleef hij tussen de notabelen. Dezen leerden hem bij over militaire gebruiken, over de karossen en godsdienstpraktijken. De vorst schoot in een lach toen Balbi hem uitlegde hoe de republiek Venetië functioneerde.
In 1586 verliet hij Myanmar om naar huis terug te keren. In Cochin moest hij maanden wachten om een schip naar de Perzische Golf te nemen. Eind 1586 geraakte hij dan toch in Hormuz. Daar geraakte hij zwaar ziek door dysenterie. Doodziek nam hij het schip naar Basra aan de Tigris; daar kon hij evenwel herstellen (1587). Via een kamelenreis bereikte hij Bagdad waar hij achtervolgd werd door rovers. Pas in 1589 belandde hij via Aleppo dan toch terug in Venetië.
De Heren van de Nacht arresteerden Balbi. Zijn vennoten-juweliers van destijds waren weliswaar overleden doch de erfgenamen van de families Olivi en Brugnera eisten dat hij de honderden dukaten openstaande schulden vereffende. In 1590 kwam Balbi vrij dankzij een procedurefout. Sindsdien bestaat er geen spoor hoe Balbi zijn laatste levensdagen sleet. De publicatie in 1590 in Venetië van zijn reisverhaal kende niettemin een succes.

## Reisverhaal
Het reisverhaal is getiteld Viaggio dell’Indie Orientali. Het kende herdrukken in het Italiaans, het Duits, het Latijn en het Nederlands. Het boek bestaat uit vijfenveertig hoofdstukken met bovendien in bijlage tabellen met munten, gewichtsmaten en scheepstrajecten. Balbi beschreef in het boek uitgebreid de havensteden met hun wetgeving, tradities en handelsrecht. In andere hoofdstukken beschreef hij alle mogelijke munten en hun corresponderende waarde in Venetië. Daarnaast somde hij handelshuizen op met de gebruikte maateenheden alsook hoe koopwaar te verpakken en met welk type schip te vervoeren. Ook reistips waar reizigers zich kunnen bevoorraden langs de Tigris en de Irrawaddy-delta staan vermeld. Wat de parelcentra in de regio van Hormuz betreft, hier was Balbi gedetailleerd: in totaal vierenveertig parelcentra werden beschreven, naast eenenveertig havens in de Perzische Golf.
Sommige passages uit Indië en Ceylon zijn mogelijks gekopieerd uit het reisverhaal van Cesare Federici, een Venetiaan die hem voorging, doch dit is niet met zekerheid te concluderen. Feit is wel dat het werk van Balbi nadien geplagieerd werd door de Engelsman Ralph Fitch; Fitch reisde naar Pegu in de jaren 1586-1591 en had het over de Birmaanse adel, net zoals Balbi.